# 이상남

이상남(한국 한자: 李相男, 1953년 9월 4일~)은 서울에서 태어나 홍익대학교 미술대학 서양화과를 졸업하고, 1981년부터 뉴욕에 거주하며 작업하고 있다.
이상남(b.1953)은 1981년부터 현대미술의 메카인 뉴욕에서 거주하며 활동하고 있다. 캔버스 위에 물감 층을 입힌 후 사포로 갈아내는 과정을 50-100회 반복하는 그의 작업은 극도로 매끄럽고 균일한 표면 위에 한 치의 오차도 없이 예리하게 재단된 형태와 생동감 있는 색채를 각인시킨다. 독특한 기하학적 도상과 부호들이 응집된 이상남의 화면은 회화와 디자인, 사물의 경계를 교묘히 흔들며 캔버스를 넘어 거대한 패널로 확장되고, 나아가 이상남 고유의 건축적 회화세계를 탄생시킨다. 경기도미술관 로비에 설치한 <풍경의 알고리즘>(2010), 2012년 폴란드의 포즈난 신 공항에 선보인 대형벽화, 그리고 2013년 주일 한국대사관에 공개한 대형설치회화가 그 예로, 공공의 장소에서 보다 많은 대중들이 미적 경험을 할 수 있도록 유도한 작업이다. 작가의 정밀한 기하추상세계는 “Art in America,” “ARTFORUM” “Wall Street Journal,” “New York Times,” “ArtAsiaPacific,” “월간미술” 등 국내외 유수의 매체로부터 주목 받아왔으며, 그간 Brooklyn Museum, Elga Wimmer PCC, Galerie àpert(Amsterdam), 과천 국립현대미술관 등 영향력 있는 미술기관에서 개인전과 그룹전을 통하여 공개되었다. 그의 작품은 국립현대미술관, 리움미술관, 호림박물관, 서울 KB 손해보험 , 사천 KB 연수원 등에 소장되어 있다.

## 약력
- 1953 서울 출생
- 1978 홍익대학교 미술대학 서양학과 졸업
- 1981 미국 뉴욕으로 이주

## 개인전
- 1979  일본 도쿄, 고마이 갤러리
- 1984  미국 뉴욕, 라마마 라 갤러리
- 1986  미국 뉴욕, 존 갤러리, "Marcel et Moi;Ⅱ"
- 1986  미국 워싱턴DC, 인터내셔널 갤러리
- 1993  미국 뉴욕, B4A 갤러리, "Minus and Plus"
- 1996  미국 뉴욕, 엘가위머 갤러리, "Project and Recede"
- 1996  캐나다 밴쿠버, 더글라스 우델 갤러리
- 1996  캐나다 애드먼트, 더글라스 우델 갤러리
- 1997  한국 서울, 갤러리 박, "Project and RecedeⅡ"
- 1997  한국 서울, 갤러리 현대, "Project and RecedeⅡ"
- 1997  네덜랜드 암스테르담, apert 갤러리
- 1998  미국 뉴욕, 엘가위머 갤러리, "Project and RecedeⅡ"
- 2002  미국 뉴욕, 엘가위머 갤러리 PCC, "An Economy of Signs"
- 2006  한국 서울, LIG타워, "Landscapic Algorithm"
- 2008  한국 서울, PKM트리니티 갤러리, "Landscapic Algorithm"
- 2010  한국 안산, 경기도 미술관, "Landscapic Algorithm(ⅡTelescopes)"
- 2011  한국 사천, LIG브릿지 갤러리, "Landscapic Algorithm(from Sacheon W.B.I)"
- 2012  미국 뉴욕, The Armory Show,Piers 94, "Right+Light"
- 2012  한국 서울, PKM트리니티 갤러리, "Right+Light(Three Moons)"
- 2012  폴란드 포즈난, 2012 미디에이션 비엔날레-포즈난 국제공항, "Landscapic Algorithm(Poznan)"
- 2017  한국 서울, PKM트리니티 갤러리, "4 FOLD LANDSCAPE"

## 그룹전
- 1973  한국 서울, The 1st Independents, 국립현대미술관
- 1974  한국 서울, Exhibition of Prints by 10 Artists, 미국문화원.
- 1974  한국 서울, The 2nd Independents, 국립현대미술관
- 1974  한국 대구, Performance, "Here/Now", 낙동강 대구 현대미술제
- 1975  한국 서울, "Length & Breath", 신문회관 갤러리
- 1975-79  한국 대구, Daegu Contemporary Art Festival, 대구 시민회관 갤러리
- 1975-79  한국 서울, Independants, 국립현대미술관
- 1975-79  한국 서울, École de Séoul, 국립현대미술관
- 1976-80  한국 부산, Pusan Contemporary Art Festival, Pusan City Public Gallery
- 1976-80  한국 광주, Kwangju Contemporary Art Festival, Chonil Art Gallery
- 1976-80  한국 서울, Seoul Contemporary Art Festival, 국립현대미술관
- 1976  한국 서울, Three Person Show, 서울 화랑
- 1977  대만 타이페이, "Korean Contemporary Paintings", 대만 국립고궁박물관
- 1977  일본 도쿄, "Facets of Contemporary Korean Art", Central Museum
- 1977  한국 서울, Four Person Show, 태인 갤러리
- 1978  한국 전주, Chun Buk Contemporary Art Festival, 전주 교육회관 갤러리
- 1978  한국 서울, 제 5회 홍익 판화회전, 견지 갤러리
- 1978  한국 서울, "The Past 20 Years", National Museum of Contemporary Art
- 1978  한국 서울, The 5th Korean Art Grand-Prix Exhibition held by Hankook Press Group, 국립현대미술관
- 1979  한국 서울, "7인의 작가 한국/일본", 한국 갤러리
- 1979  일본 도쿄, "7 Artists in Korea & Japan", 마키 갤러리
- 1979  일본 도쿄, "The Korean Artists", 토키와 갤러리
- 1979  브라질 상파울루, "제 15회 상파울루 비엔날레", Muse de Arte
- 1980  한국 서울, The Grand Exhibition of Prints & Drawings, 국립현대미술관
- 1981  한국 서울, "Korean Drawing Now", 국립현대미술관
- 1981  한국 서울, "Today's Situation", 관훈 미술관
- 1981  미국 뉴욕/워싱턴DC, "Korean Drawing Now", 브루클린 현대 미술관/스미소니언 미술관
- 1983  미국 뉴욕, “Current Korean-American Sensibilities”, 한국문화원 갤러리
- 1985  미국 뉴욕, "Homeless at Home" Storefront Gallery
- 1985  미국 뉴욕, Four Person Show with Performance, "Marcel et Moi; I", Torn Awning Gallery
- 1985  미국 뉴욕, "Personal History/Public Address" Minor Injury Gallery
- 1985  미국 뉴욕, "Sexy Provocative just plain Lewd" Torn Awning Gallery
- 1987  미국 뉴욕, "Artmix 87" Space 2B
- 1993  미국 뉴욕, "Drawing", B4A Gallery
- 1994  미국 뉴욕, "Betrayal/Empowerment", Great Dodge Hall, Columbia University
- 1994  미국 뉴욕, "One Hundred Hearts Benefit Art Auction", The Contemporary
- 1995  미국 뉴욕, "Minimal: Optimal", Elga Wimmer Gallery
- 1995  미국 시카고, Elga Wimmer at Art Chicago ‘95
- 1995  미국 뉴욕,‘95 Annual Summer Show at Elga Wimmer Gallery
- 1996-98  미국 뉴욕/플로리다,“Champions of Modernism”, Art of Tomorrow and Today, Castle Gallery, New Rochelle/Brevard Museum of Art and Science
- 1996  미국 뉴욕, “19th Anniversary Benefit GALA/Art Auction”, The New Museum of Contemporary Art
- 1996  미국 뉴욕, “5th Year Celebration”, Elga Wimmer Gallery
- 1996  미국 뉴저지, “Sign Language”, Polo Gallery
- 1997  영국 런던, “Black and White”, Todd Gallery
- 1998  독일 프랑크프루트,“Art Frankfurt”, Messe Frankfurt
- 2000  한국 서울, The Horizon of New Millennium, 현대 갤러리
- 2000  미국 시카고/스위스 바젤, 현대 갤러리 at Art Chicago, Chicago & Art Basel
- 2001  한국 대구, “Mind and Scenery”, M 갤러리
- 2001  한국 과천, Korean Art 2001; The Reinstatement of Painting, 국립현대미술관
- 2002  미국 뉴욕, Project 3(with Yun-fei Ji, Xu Bing, Rie Hachiyanagi), Elga Wimmer PCC
- 2002  한국 과천, “New Acquisitions 2001”, 국립현대미술관
- 2003  미국 워싱턴DC “Dreams and Reality”: Korean American Contemporary Art, 스미소니언 미술관
- 2003  미국 뉴욕, “Clear Intentions”, The Rotunda Gallery
- 2003  미국 뉴욕, “Signs, Symbols & Codes”, Elga Wimmer PCC
- 2003  미국 뉴욕, “At the Crossroads”, Gallery Korea
- 2005  미국 뉴욕, “Black on White”, Elga Wimmer PCC
- 2006  미국 플로리다, "Dragon Veins", Contemporary Art Museum University of South Florida
- 2006  한국 서울, "Invitation to Modern Art", Museum of Art, 서울대학교 미술관
- 2008  스위스 바젤, Art Basel, PKM Gallery
- 2008  한국 서울, “A Moonlit Garden”, Indian Hall, Coex
- 2008  한국 대전, “Artists, What’s Science for You?”, KAIST Campus
- 2008-2009  스페인 세비아,“Youniverse”, 제3회 세비아 국제 비엔날레, Cantro Andaluz de Arte Contemporianeo
- 2009  미국 뉴욕, The Armory Show, Piers 94
- 2011  한국 서울, “Abstract It”, 덕수궁 국립현대 미술관
- 2011  한국 안산, “Welcome to Lobby Gallery” 경기도 미술관
- 2012  폴란드 포즈난, 2012 Mediations Biennale - Poznan
- 2013  스위스 바젤/중국 홍콩, " HongKong Art Basel"
- 2013  이탈리아 베니스, "Pavillion 0", Palazzo Dona
- 2014  한국 부산, “Voyage to Biennale”, 2014 부산 비엔날레
- 2016  한국 서울, “색(畫)와 조선목기전”, 홍익대학교 박물관
- 2019  한국 과천, “균열”, 국립현대 미술관

## 수상 내역
- 1980  제2회 대한민국무용제 미술상
- 1997  MBC 문화특급 이달의 작가